# Aniceto Molina
Aniceto Molina Aguirre, né le 17 avril 1939 à El Campano et décédé le 30 mars 2015 à San Antonio, au Texas, est un auteur-compositeur-interprète et accordéoniste colombien. Il est considéré comme l'un des grands interprètes de la cumbia et du vallenato colombiens,,, sa carrière s'est étendue sur plus de quatre décennies. Il était populaire dans les pays d'Amérique latine, notamment au Salvador. Il était également connu sous le nom de El Tigre Sabanero.

## Biographie
Molina est né à El Campano, en Colombie, et a appris à jouer de l'accordéon à l'âge de douze ans. Molina commence sa carrière musicale à l'âge de douze ans, avec son frère Anastasio, en rejoignant un groupe dans son pays natal. À l'âge de dix-huit ans, il s'installe à Carthagène, en Colombie, pour tenter sa chance.
En 1969, Aniceto Molina publie sa première chanson, intitulée Así soy yo, un succès national. À partir de 1973, il vit à Mexico pendant dix ans. À cette époque, il pouvait triompher avec des chansons telles que Josefina, La Burrita, Así soy yo, Perro con rabia et La Cumbia sampuesana, entre autres. parmi d'autres. En 1984, il s'installe à San Antonio, Texas, aux États-Unis,. Au cours de sa carrière musicale, il a reçu plusieurs récompenses, dont quatre distinctions différentes des El Premio de la Gente Latina Music Fan Awards, qui se tiennent à Los Angeles, en Californie, et un prix Gloria de la Música.

## Discographie
- 1960 : Cumpliendo un sueño
- 1962 : Vol. 2
- 1964 : Para bailar
- 1966 : Playas marinas
- 1968 : El Salvador vallenato
- 1970 : La Laguna sabanera
- 1971 : Cumbias con mariachi
- 1972 : La Bicicleta
- 1973 : Josefina
- 1974 : Tropicales
- 1975 : Cumbias y más cumbias
- 1976 : Inmortales
- 1977 : Vallenato mexicano
- 1978 : A solas con mi acordeón
- 1979 : Brindemos por las mujeres
- 1980 : 10 años tequila y cerveza
- 1981 : El poeta del amor
- 1982 : Vámonos de rumba
- 1983 : Por ustedes
- 1984 :  Cumbia tropical
- 1985 : Gracias México
- 1987 : Los Sabaneros de Molina
- 1989 : Puro vallenato
- 1990 : Así es Colombia
- 1991 : El rey de Colombia
- 1992 : El rey de la cumbia
- 1993 : Las mujeres de...
- 1994 : De vallenato a cumbia
- 1995 : Texas ya baila... que chimba
- 1996 : El tigre sabanero
- 1996 : Mucha quebradita
- 1997 : Señor tamborero
- 1998 : De parranda con...
- 1999 : El Burro moro
- 2000 : Puro movimiento
- 2001 : El cóndor legendario
- 2002 : Embajador de la cumbia y vallenato clásico
- 2002 : Aniceto Molina en vivo
- 2002 : Fiesta cumbiambera
- 2004 : Como siempre echando pa'lante
- 2005 : Más sabroso que nunca
- 2006 : México y Colombia
- 2006 : Mi sombrero sabanero
- 2007 : La trayectoria
- 2008 : El Toro de tres palos
- 2008 :  Señor tabernero
- 2009 : Sembrando café
- 2010 : Ayer, Hoy y Mañana (Cuando el hombre llega a viejo)
- 2011 : Vendí mi moto
- 2012 : La machaca
- 2013 : El machito
- 2015 :  Éxitos de leyenda
- 2015 : Desde el Cielo
- 2015 : Desde el Cielo Vol. 2